# E3 Saxo Bank Classic de 2021
A 63.ª edição da clássica ciclista E3 Saxo Bank Classic foi uma corrida em Bélgica que se celebrou a 26 de março de 2021 sobre um percurso de 203,9 quilómetros com início e final na cidade de Harelbeke.  
A corrida faz parte do UCI WorldTour de 2021, calendário ciclístico de máximo nível mundial, sendo a nona corrida de dito circuito e foi vencida pelo dinamarquês Kasper Asgreen do Deceuninck-Quick Step. Completaram o pódio, como segundo e terceiro classificado, o francês Florian Sénéchal, colega de equipa do vencedor, e o neerlandês Mathieu van der Poel do Alpecin-Fenix.

## Percorrido
A E3 Harelbeke dispôs de um percurso total de 203,9 quilómetros.

## Equipas participantes
Tomaram parte na corrida 24 equipas: 18 de categoria UCI WorldTeam, já que o Bora-Hansgrohe foi baixa de última hora por um positivo em COVID-19, e 6 de categoria UCI ProTeam. Formaram assim um pelotão de 168 ciclistas dos que acabaram 101. As equipas participantes foram:
| Equipes WorldTeam (19)- AG2R Citroën Team - Astana-Premier Tech - Bahrain Victorious - Cofidis - Deceuninck-Quick Step - EF Education-Nippo - Groupama-FDJ - Ineos Grenadiers - Intermarché-Wanty-Gobert Matériaux - Israel Start-Up Nation - Jumbo-Visma - Lotto Soudal - Movistar Team - Team BikeExchange - Team DSM - Qhubeka Assos - Trek-Segafredo - UAE Team Emirates - Bora-Hansgrohe Equipes ProTeam (6)- Alpecin-Fenix - Arkéa-Samsic - Bingoal Pauwels Sauces WB - Sport Vlaanderen-Baloise - Total Direct Énergie - Uno-X Pro Cycling Team |
| |

## Classificações finais
- As classificações finalizaram da seguinte forma:[4]

| \| Classificação geral \| Classificação geral \| Classificação geral \| Classificação geral \| Classificação geral \| \| Ciclista \| Ciclista \| Equipe \| Tempo \| \| \| ------------------- \| -------------------- \| ---------------------- \| ------------------- \| ------------------- \| \| 1. \| Kasper Asgreen \| Deceuninck-Quick Step \| 4h42m56s \| \| \| 2. \| Florian Sénéchal \| Deceuninck-Quick Step \| + 32s \| \| \| 3. \| Mathieu van der Poel \| Alpecin-Fenix \| + 32s \| \| \| 4. \| Oliver Naesen \| AG2R Citroën Team \| + 32s \| \| \| 5. \| Zdeněk Štybar \| Deceuninck-Quick Step \| + 32s \| \| \| 6. \| Greg Van Avermaet \| AG2R Citroën Team \| + 32s \| \| \| 7. \| Dylan van Baarle \| Ineos Grenadiers \| + 32s \| \| \| 8. \| Markus Hoelgaard \| Uno-X Pro Cycling Team \| + 1m28s \| \| \| 9. \| Gianni Vermeersch \| Alpecin-Fenix \| + 1m30s \| \| \| 10. \| Marco Haller \| Bahrain Victorious \| + 1m30s \| \| |                      |                        |          |
| |                      |                        |          |
| Fonte: ProCyclingStats |                      |                        |          |
| Classificação geral |                      |                        |          |
| Ciclista | Ciclista             | Equipe                 | Tempo    |
| 1. | Kasper Asgreen       | Deceuninck-Quick Step  | 4h42m56s |
| 2. | Florian Sénéchal     | Deceuninck-Quick Step  | + 32s    |
| 3. | Mathieu van der Poel | Alpecin-Fenix          | + 32s    |
| 4. | Oliver Naesen        | AG2R Citroën Team      | + 32s    |
| 5. | Zdeněk Štybar        | Deceuninck-Quick Step  | + 32s    |
| 6. | Greg Van Avermaet    | AG2R Citroën Team      | + 32s    |
| 7. | Dylan van Baarle     | Ineos Grenadiers       | + 32s    |
| 8. | Markus Hoelgaard     | Uno-X Pro Cycling Team | + 1m28s  |
| 9. | Gianni Vermeersch    | Alpecin-Fenix          | + 1m30s  |
| 10. | Marco Haller         | Bahrain Victorious     | + 1m30s  |

## Ciclistas participantes e posições finais
| Deceuninck-Quick Step DQT | Deceuninck-Quick Step DQT      | Deceuninck-Quick Step DQT |
| ------------------------- | ------------------------------ | ------------------------- |
| Num                       | Ciclista                       | Pos                       |
| 1                         | Zdeněk Štybar (CZE)            | 5.                        |
| 2                         | Yves Lampaert (BEL)            | 13.                       |
| 3                         | Tim Declercq (BEL)             | 68.                       |
| 4                         | Davide Ballerini (ITA)         | 26.                       |
| 5                         | Florian Sénéchal (FRA)         | 2.                        |
| 6                         | Bert Van Lerberghe (BEL)       | DNF                       |
| 7                         | Kasper Asgreen (DEN) (estrada) | 1.                        |

| Lotto-Soudal LTS | Lotto-Soudal LTS         | Lotto-Soudal LTS |
| ---------------- | ------------------------ | ---------------- |
| Num              | Ciclista                 | Pos              |
| 11               | Philippe Gilbert (BEL)   | DNF              |
| 12               | John Degenkolb (GER)     | 29.              |
| 13               | Frederik Frison (BEL)    | 94.              |
| 14               | Jasper De Buyst (BEL)    | 17.              |
| 15               | Florian Vermeersch (BEL) | 16.              |
| 16               | Stefano Oldani (ITA)     | 64.              |
| 17               | Brent Van Moer (BEL)     | 85.              |

| Intermarché-Wanty-Gobert Matériaux IWG | Intermarché-Wanty-Gobert Matériaux IWG | Intermarché-Wanty-Gobert Matériaux IWG |
| -------------------------------------- | -------------------------------------- | -------------------------------------- |
| Num                                    | Ciclista                               | Pos                                    |
| 21                                     | Aimé De Gendt (BEL)                    | DNF                                    |
| 22                                     | Ludwig De Winter (BEL)                 | DNF                                    |
| 23                                     | Boy van Poppel (NED)                   | 91.                                    |
| 24                                     | Taco van der Hoorn (NED)               | 25.                                    |
| 25                                     | Jonas Koch (GER)                       | 28.                                    |
| 26                                     | Andrea Pasqualon (ITA)                 | 58.                                    |
| 27                                     | Loïc Vliegen (BEL)                     | 39.                                    |

| AG2R Citroën Team ACT | AG2R Citroën Team ACT   | AG2R Citroën Team ACT |
| --------------------- | ----------------------- | --------------------- |
| Num                   | Ciclista                | Pos                   |
| 31                    | Greg Van Avermaet (BEL) | 6.                    |
| 32                    | Oliver Naesen (BEL)     | 4.                    |
| 33                    | Stan Dewulf (BEL)       | 50.                   |
| 34                    | Michael Schär (SUI)     | 47.                   |
| 35                    | Damien Touzé (FRA)      | 37.                   |
| 36                    | Julien Duval (FRA)      | DNF                   |
| 37                    | Gijs Van Hoecke (BEL)   | 97.                   |

| Jumbo-Visma TJV | Jumbo-Visma TJV            | Jumbo-Visma TJV |
| --------------- | -------------------------- | --------------- |
| Num             | Ciclista                   | Pos             |
| 41              | Wout van Aert (BEL)        | 11.             |
| 42              | David Dekker (NED)         | 84.             |
| 43              | Pascal Eenkhoorn (NED)     | 55.             |
| 44              | Timo Roosen (NED)          | 60.             |
| 45              | Edoardo Affini (ITA)       | DNF             |
| 46              | Nathan Van Hooydonck (BEL) | 49.             |
| 47              | Maarten Wynants (BEL)      | 87.             |

| Bora-Hansgrohe BOH | Bora-Hansgrohe BOH          | Bora-Hansgrohe BOH |
| ------------------ | --------------------------- | ------------------ |
| Num                | Ciclista                    | Pos                |
| 51                 | Daniel Oss (ITA)            | NP                 |
| 52                 | Marcus Burghardt (GER)      | NP                 |
| 53                 | Patrick Gamper (AUT)        | NP                 |
| 54                 | Nils Politt (GER)           | NP                 |
| 55                 | Juraj Sagan (SVK) (estrada) | NP                 |
| 56                 | Matthew Walls (GBR)         | NP                 |
| 57                 | Maciej Bodnar (POL)         | NP                 |

| Israel Start-Up Nation ISN | Israel Start-Up Nation ISN    | Israel Start-Up Nation ISN |
| -------------------------- | ----------------------------- | -------------------------- |
| Num                        | Ciclista                      | Pos                        |
| 61                         | Sep Vanmarcke (BEL)           | 30.                        |
| 62                         | André Greipel (GER)           | 51.                        |
| 63                         | Alexis Renard (FRA)           | DNF                        |
| 64                         | Mads Würtz (DEN)              | 70.                        |
| 65                         | Rick Zabel (GER)              | DNF                        |
| 66                         | Norman Vahtra (EST) (estrada) | DNF                        |
| 67                         | Jenthe Biermans (BEL)         | 81.                        |

| Team DSM DSM | Team DSM DSM               | Team DSM DSM |
| ------------ | -------------------------- | ------------ |
| Num          | Ciclista                   | Pos          |
| 71           | Tiesj Benoot (BEL)         | 15.          |
| 72           | Nico Denz (GER)            | DNF          |
| 73           | Søren Kragh Andersen (DEN) | 42.          |
| 74           | Joris Nieuwenhuis (NED)    | 22.          |
| 75           | Martin Salmon (GER)        | DNF          |
| 76           | Nils Eekhoff (NED)         | DNF          |
| 77           | Jasha Sütterlin (GER)      | DNF          |

| Trek-Segafredo TFS | Trek-Segafredo TFS   | Trek-Segafredo TFS |
| ------------------ | -------------------- | ------------------ |
| Num                | Ciclista             | Pos                |
| 81                 | Jasper Stuyven (BEL) | 14.                |
| 82                 | Emīls Liepiņš (LAT)  | DNF                |
| 83                 | Mads Pedersen (DEN)  | DNF                |
| 84                 | Koen de Kort (NED)   | DNF                |
| 85                 | Quinn Simmons (USA)  | 93.                |
| 86                 | Alex Kirsch (LUX)    | 62.                |
| 87                 | Edward Theuns (BEL)  | 35.                |

| Ineos Grenadiers IGD | Ineos Grenadiers IGD   | Ineos Grenadiers IGD |
| -------------------- | ---------------------- | -------------------- |
| Num                  | Ciclista               | Pos                  |
| 91                   | Thomas Pidcock (GBR)   | 25.                  |
| 92                   | Owain Doull (GBR)      | 43.                  |
| 93                   | Michał Gołaś (POL)     | 86.                  |
| 94                   | Jhonatan Narváez (ECU) | DNF                  |
| 95                   | Leonardo Basso (ITA)   | 89.                  |
| 96                   | Dylan van Baarle (NED) | 7.                   |
| 97                   | Cameron Wurf (AUS)     | DNF                  |

| Qhubeka Assos TQA | Qhubeka Assos TQA         | Qhubeka Assos TQA |
| ----------------- | ------------------------- | ----------------- |
| Num               | Ciclista                  | Pos               |
| 101               | Victor Campenaerts (BEL)  | 45.               |
| 102               | Simon Clarke (AUS)        | DNF               |
| 103               | Dimitri Claeys (BEL)      | 19.               |
| 104               | Lasse Norman Hansen (DEN) | DNF               |
| 105               | Bert-Jan Lindeman (NED)   | DNF               |
| 106               | Emil Vinjebo (DEN)        | 98.               |
| 107               | Michael Gogl (AUT)        | 32.               |

| Bahrain Victorious TBV | Bahrain Victorious TBV  | Bahrain Victorious TBV |
| ---------------------- | ----------------------- | ---------------------- |
| Num                    | Ciclista                | Pos                    |
| 111                    | Sonny Colbrelli (ITA)   | 57.                    |
| 112                    | Feng Chun-kai (TPE)     | DNF                    |
| 113                    | Marco Haller (AUT)      | 10.                    |
| 114                    | Jonathan Milan (ITA)    | DNF                    |
| 115                    | Marcel Sieberg (GER)    | DNF                    |
| 116                    | Heinrich Haussler (AUS) | 31.                    |
| 117                    | Dylan Teuns (BEL)       | DNF                    |

| Astana-Premier Tech APT | Astana-Premier Tech APT | Astana-Premier Tech APT |
| ----------------------- | ----------------------- | ----------------------- |
| Num                     | Ciclista                | Pos                     |
| 121                     | Artiom Zakharov (KAZ)   | 78.                     |
| 122                     | Yevgeniy Fedorov (KAZ)  | DNF                     |
| 123                     | Yevgeniy Gidich (KAZ)   | 65.                     |
| 124                     | Dmitriy Gruzdev (KAZ)   | DNF                     |
| 125                     | Hugo Houle (CAN)        | DNF                     |
| 126                     | Davide Martinelli (ITA) | DNF                     |
| 127                     | Ben Perry (CAN)         | 76.                     |

| Cofidis COF | Cofidis COF               | Cofidis COF |
| ----------- | ------------------------- | ----------- |
| Num         | Ciclista                  | Pos         |
| 131         | Jelle Wallays (BEL)       | 21.         |
| 132         | Tom Bohli (SUI)           | DNF         |
| 133         | Simone Consonni (ITA)     | 77.         |
| 134         | Jean-Pierre Drucker (LUX) | DNF         |
| 135         | Szymon Sajnok (POL)       | 96.         |
| 136         | André Carvalho (POR)      | 83.         |
| 137         | Piet Allegaert (BEL)      | 72.         |

| EF Education-Nippo EFN | EF Education-Nippo EFN    | EF Education-Nippo EFN |
| ---------------------- | ------------------------- | ---------------------- |
| Num                    | Ciclista                  | Pos                    |
| 141                    | Alberto Bettiol (ITA)     | 44.                    |
| 142                    | Jens Keukeleire (BEL)     | DNF                    |
| 143                    | Stefan Bissegger (SUI)    | DNF                    |
| 144                    | Fumiyuki Beppu (JPN)      | DNF                    |
| 145                    | Sebastian Langeveld (NED) | DNF                    |
| 146                    | Julius van den Berg (NED) | DNF                    |
| 147                    | Jonas Rutsch (GER)        | DNF                    |

| Groupama-FDJ GFC | Groupama-FDJ GFC              | Groupama-FDJ GFC |
| ---------------- | ----------------------------- | ---------------- |
| Num              | Ciclista                      | Pos              |
| 151              | Alexys Brunel (FRA)           | 95.              |
| 152              | Kevin Geniets (LUX) (estrada) | 61.              |
| 153              | Stefan Küng (SUI) (estrada)   | 20.              |
| 154              | Olivier Le Gac (FRA)          | 75.              |
| 155              | Fabian Lienhard (SUI)         | 69.              |
| 156              | Jacopo Guarnieri (ITA)        | DNF              |
| 157              | Jake Stewart (GBR)            | 38.              |

| Movistar Team MOV | Movistar Team MOV               | Movistar Team MOV |
| ----------------- | ------------------------------- | ----------------- |
| Num               | Ciclista                        | Pos               |
| 161               | Gabriel Cullaigh (GBR)          | DNF               |
| 162               | Imanol Erviti (ESP)             | 92.               |
| 163               | Iván García Cortina (ESP)       | 27.               |
| 164               | Juri Hollmann (GER)             | 53.               |
| 165               | Johan Jacobs (SUI)              | 23.               |
| 166               | Lluís Mas (ESP)                 | 54.               |
| 167               | Gonzalo Serrano Rodríguez (ESP) | DNF               |

| BikeExchange BEX | BikeExchange BEX          | BikeExchange BEX |
| ---------------- | ------------------------- | ---------------- |
| Num              | Ciclista                  | Pos              |
| 171              | Michael Matthews (AUS)    | DNF              |
| 172              | Luke Durbridge (AUS)      | DNF              |
| 173              | Alexander Edmondson (AUS) | 63.              |
| 174              | Barnabás Peák (HUN)       | DNF              |
| 175              | Alexander Konychev (ITA)  | DNF              |
| 176              | Jack Bauer (NZL)          | 90.              |
| 177              | Robert Stannard (AUS)     | 56.              |

| UAE Team Emirates UAD | UAE Team Emirates UAD    | UAE Team Emirates UAD |
| --------------------- | ------------------------ | --------------------- |
| Num                   | Ciclista                 | Pos                   |
| 181                   | Matteo Trentin (ITA)     | 18.                   |
| 182                   | Fernando Gaviria (COL)   | DNF                   |
| 183                   | Alexander Kristoff (NOR) | 66.                   |
| 184                   | Ryan Gibbons (RSA)       | 71.                   |
| 185                   | Ivo Oliveira (POR)       | DNF                   |
| 186                   | Rui Oliveira (POR)       | 34.                   |
| 187                   | Mikkel Bjerg (DEN)       | 33.                   |

| Alpecin-Fenix AFC | Alpecin-Fenix AFC                    | Alpecin-Fenix AFC |
| ----------------- | ------------------------------------ | ----------------- |
| Num               | Ciclista                             | Pos               |
| 191               | Mathieu van der Poel (NED) (estrada) | 3.                |
| 192               | Dries De Bondt (BEL) (estrada)       | 52.               |
| 193               | Xandro Meurisse (BEL)                | 99.               |
| 194               | Floris De Tier (BEL)                 | DNF               |
| 195               | Otto Vergaerde (BEL)                 | 100.              |
| 196               | Petr Vakoč (CZE)                     | DNF               |
| 197               | Gianni Vermeersch (BEL)              | 9.                |

| Bingoal Pauwels Sauces WB BWB | Bingoal Pauwels Sauces WB BWB | Bingoal Pauwels Sauces WB BWB |
| ----------------------------- | ----------------------------- | ----------------------------- |
| Num                           | Ciclista                      | Pos                           |
| 201                           | Rémy Mertz (BEL)              | 101.                          |
| 202                           | Milan Menten (BEL)            | 74.                           |
| 203                           | Arjen Livyns (BEL)            | 36.                           |
| 204                           | Tom Paquot (BEL)              | DNF                           |
| 205                           | Jelle Vanendert (BEL)         | 88.                           |
| 206                           | Joel Suter (SUI)              | DNF                           |
| 207                           | Tom Wirtgen (LUX)             | DNF                           |

| Sport Vlaanderen-Baloise SVB | Sport Vlaanderen-Baloise SVB | Sport Vlaanderen-Baloise SVB |
| ---------------------------- | ---------------------------- | ---------------------------- |
| Num                          | Ciclista                     | Pos                          |
| 211                          | Cedric Beullens (BEL)        | DNF                          |
| 212                          | Alex Colman (BEL)            | 82.                          |
| 213                          | Lindsay De Vylder (BEL)      | 40.                          |
| 214                          | Gilles De Wilde (BEL)        | DNF                          |
| 215                          | Thomas Sprengers (BEL)       | DNF                          |
| 216                          | Aaron Van Poucke (BEL)       | DNF                          |
| 217                          | Ward Vanhoof (BEL)           | 80.                          |

| Total Direct Énergie TDE | Total Direct Énergie TDE   | Total Direct Énergie TDE |
| ------------------------ | -------------------------- | ------------------------ |
| Num                      | Ciclista                   | Pos                      |
| 221                      | Niki Terpstra (NED)        | 46.                      |
| 222                      | Edvald Boasson Hagen (NOR) | 73.                      |
| 223                      | Florian Maitre (FRA)       | DNF                      |
| 224                      | Geoffrey Soupe (FRA)       | DNF                      |
| 225                      | Damien Gaudin (FRA)        | DNF                      |
| 226                      | Anthony Turgis (FRA)       | 12.                      |
| 227                      | Dries Van Gestel (BEL)     | 41.                      |

| Uno-X Pro Cycling Team UXT | Uno-X Pro Cycling Team UXT    | Uno-X Pro Cycling Team UXT |
| -------------------------- | ----------------------------- | -------------------------- |
| Num                        | Ciclista                      | Pos                        |
| 231                        | Markus Hoelgaard (NOR)        | 8.                         |
| 232                        | Jonas Iversby Hvideberg (NOR) | 59.                        |
| 233                        | Kristoffer Halvorsen (NOR)    | 67.                        |
| 234                        | Erik Nordsæter Resell (NOR)   | 79.                        |
| 235                        | Anders Skaarseth (NOR)        | DNF                        |
| 236                        | Rasmus Tiller (NOR)           | 48.                        |
| 237                        | Syver Wærsted (NOR)           | DNF                        |

| Vini Zabù THR | Vini Zabù THR            | Vini Zabù THR |
| ------------- | ------------------------ | ------------- |
| Num           | Ciclista                 | Pos           |
| 241           | Andrea Di Renzo (ITA)    | DNF           |
| 242           | Roberto González (PAN)   | DNF           |
| 243           | Leonardo Tortomasi (ITA) | DNF           |
| 244           | Jan Petelin (LUX)        | DNF           |
| 245           | Joab Schneiter (SUI)     | DNF           |
| 246           | Wout van Elzakker (NED)  | DNF           |
| 247           | Etienne van Empel (NED)  | DNF           |

| Deceuninck-Quick Step DQT | Deceuninck-Quick Step DQT      | Deceuninck-Quick Step DQT |
| ------------------------- | ------------------------------ | ------------------------- |
| Num                       | Ciclista                       | Pos                       |
| 1                         | Zdeněk Štybar (CZE)            | 5.                        |
| 2                         | Yves Lampaert (BEL)            | 13.                       |
| 3                         | Tim Declercq (BEL)             | 68.                       |
| 4                         | Davide Ballerini (ITA)         | 26.                       |
| 5                         | Florian Sénéchal (FRA)         | 2.                        |
| 6                         | Bert Van Lerberghe (BEL)       | DNF                       |
| 7                         | Kasper Asgreen (DEN) (estrada) | 1.                        |

| Lotto-Soudal LTS | Lotto-Soudal LTS         | Lotto-Soudal LTS |
| ---------------- | ------------------------ | ---------------- |
| Num              | Ciclista                 | Pos              |
| 11               | Philippe Gilbert (BEL)   | DNF              |
| 12               | John Degenkolb (GER)     | 29.              |
| 13               | Frederik Frison (BEL)    | 94.              |
| 14               | Jasper De Buyst (BEL)    | 17.              |
| 15               | Florian Vermeersch (BEL) | 16.              |
| 16               | Stefano Oldani (ITA)     | 64.              |
| 17               | Brent Van Moer (BEL)     | 85.              |

| Intermarché-Wanty-Gobert Matériaux IWG | Intermarché-Wanty-Gobert Matériaux IWG | Intermarché-Wanty-Gobert Matériaux IWG |
| -------------------------------------- | -------------------------------------- | -------------------------------------- |
| Num                                    | Ciclista                               | Pos                                    |
| 21                                     | Aimé De Gendt (BEL)                    | DNF                                    |
| 22                                     | Ludwig De Winter (BEL)                 | DNF                                    |
| 23                                     | Boy van Poppel (NED)                   | 91.                                    |
| 24                                     | Taco van der Hoorn (NED)               | 25.                                    |
| 25                                     | Jonas Koch (GER)                       | 28.                                    |
| 26                                     | Andrea Pasqualon (ITA)                 | 58.                                    |
| 27                                     | Loïc Vliegen (BEL)                     | 39.                                    |

| AG2R Citroën Team ACT | AG2R Citroën Team ACT   | AG2R Citroën Team ACT |
| --------------------- | ----------------------- | --------------------- |
| Num                   | Ciclista                | Pos                   |
| 31                    | Greg Van Avermaet (BEL) | 6.                    |
| 32                    | Oliver Naesen (BEL)     | 4.                    |
| 33                    | Stan Dewulf (BEL)       | 50.                   |
| 34                    | Michael Schär (SUI)     | 47.                   |
| 35                    | Damien Touzé (FRA)      | 37.                   |
| 36                    | Julien Duval (FRA)      | DNF                   |
| 37                    | Gijs Van Hoecke (BEL)   | 97.                   |

| Jumbo-Visma TJV | Jumbo-Visma TJV            | Jumbo-Visma TJV |
| --------------- | -------------------------- | --------------- |
| Num             | Ciclista                   | Pos             |
| 41              | Wout van Aert (BEL)        | 11.             |
| 42              | David Dekker (NED)         | 84.             |
| 43              | Pascal Eenkhoorn (NED)     | 55.             |
| 44              | Timo Roosen (NED)          | 60.             |
| 45              | Edoardo Affini (ITA)       | DNF             |
| 46              | Nathan Van Hooydonck (BEL) | 49.             |
| 47              | Maarten Wynants (BEL)      | 87.             |

| Bora-Hansgrohe BOH | Bora-Hansgrohe BOH          | Bora-Hansgrohe BOH |
| ------------------ | --------------------------- | ------------------ |
| Num                | Ciclista                    | Pos                |
| 51                 | Daniel Oss (ITA)            | NP                 |
| 52                 | Marcus Burghardt (GER)      | NP                 |
| 53                 | Patrick Gamper (AUT)        | NP                 |
| 54                 | Nils Politt (GER)           | NP                 |
| 55                 | Juraj Sagan (SVK) (estrada) | NP                 |
| 56                 | Matthew Walls (GBR)         | NP                 |
| 57                 | Maciej Bodnar (POL)         | NP                 |

| Israel Start-Up Nation ISN | Israel Start-Up Nation ISN    | Israel Start-Up Nation ISN |
| -------------------------- | ----------------------------- | -------------------------- |
| Num                        | Ciclista                      | Pos                        |
| 61                         | Sep Vanmarcke (BEL)           | 30.                        |
| 62                         | André Greipel (GER)           | 51.                        |
| 63                         | Alexis Renard (FRA)           | DNF                        |
| 64                         | Mads Würtz (DEN)              | 70.                        |
| 65                         | Rick Zabel (GER)              | DNF                        |
| 66                         | Norman Vahtra (EST) (estrada) | DNF                        |
| 67                         | Jenthe Biermans (BEL)         | 81.                        |

| Team DSM DSM | Team DSM DSM               | Team DSM DSM |
| ------------ | -------------------------- | ------------ |
| Num          | Ciclista                   | Pos          |
| 71           | Tiesj Benoot (BEL)         | 15.          |
| 72           | Nico Denz (GER)            | DNF          |
| 73           | Søren Kragh Andersen (DEN) | 42.          |
| 74           | Joris Nieuwenhuis (NED)    | 22.          |
| 75           | Martin Salmon (GER)        | DNF          |
| 76           | Nils Eekhoff (NED)         | DNF          |
| 77           | Jasha Sütterlin (GER)      | DNF          |

| Trek-Segafredo TFS | Trek-Segafredo TFS   | Trek-Segafredo TFS |
| ------------------ | -------------------- | ------------------ |
| Num                | Ciclista             | Pos                |
| 81                 | Jasper Stuyven (BEL) | 14.                |
| 82                 | Emīls Liepiņš (LAT)  | DNF                |
| 83                 | Mads Pedersen (DEN)  | DNF                |
| 84                 | Koen de Kort (NED)   | DNF                |
| 85                 | Quinn Simmons (USA)  | 93.                |
| 86                 | Alex Kirsch (LUX)    | 62.                |
| 87                 | Edward Theuns (BEL)  | 35.                |

| Ineos Grenadiers IGD | Ineos Grenadiers IGD   | Ineos Grenadiers IGD |
| -------------------- | ---------------------- | -------------------- |
| Num                  | Ciclista               | Pos                  |
| 91                   | Thomas Pidcock (GBR)   | 25.                  |
| 92                   | Owain Doull (GBR)      | 43.                  |
| 93                   | Michał Gołaś (POL)     | 86.                  |
| 94                   | Jhonatan Narváez (ECU) | DNF                  |
| 95                   | Leonardo Basso (ITA)   | 89.                  |
| 96                   | Dylan van Baarle (NED) | 7.                   |
| 97                   | Cameron Wurf (AUS)     | DNF                  |

| Qhubeka Assos TQA | Qhubeka Assos TQA         | Qhubeka Assos TQA |
| ----------------- | ------------------------- | ----------------- |
| Num               | Ciclista                  | Pos               |
| 101               | Victor Campenaerts (BEL)  | 45.               |
| 102               | Simon Clarke (AUS)        | DNF               |
| 103               | Dimitri Claeys (BEL)      | 19.               |
| 104               | Lasse Norman Hansen (DEN) | DNF               |
| 105               | Bert-Jan Lindeman (NED)   | DNF               |
| 106               | Emil Vinjebo (DEN)        | 98.               |
| 107               | Michael Gogl (AUT)        | 32.               |

| Bahrain Victorious TBV | Bahrain Victorious TBV  | Bahrain Victorious TBV |
| ---------------------- | ----------------------- | ---------------------- |
| Num                    | Ciclista                | Pos                    |
| 111                    | Sonny Colbrelli (ITA)   | 57.                    |
| 112                    | Feng Chun-kai (TPE)     | DNF                    |
| 113                    | Marco Haller (AUT)      | 10.                    |
| 114                    | Jonathan Milan (ITA)    | DNF                    |
| 115                    | Marcel Sieberg (GER)    | DNF                    |
| 116                    | Heinrich Haussler (AUS) | 31.                    |
| 117                    | Dylan Teuns (BEL)       | DNF                    |

| Astana-Premier Tech APT | Astana-Premier Tech APT | Astana-Premier Tech APT |
| ----------------------- | ----------------------- | ----------------------- |
| Num                     | Ciclista                | Pos                     |
| 121                     | Artiom Zakharov (KAZ)   | 78.                     |
| 122                     | Yevgeniy Fedorov (KAZ)  | DNF                     |
| 123                     | Yevgeniy Gidich (KAZ)   | 65.                     |
| 124                     | Dmitriy Gruzdev (KAZ)   | DNF                     |
| 125                     | Hugo Houle (CAN)        | DNF                     |
| 126                     | Davide Martinelli (ITA) | DNF                     |
| 127                     | Ben Perry (CAN)         | 76.                     |

| Cofidis COF | Cofidis COF               | Cofidis COF |
| ----------- | ------------------------- | ----------- |
| Num         | Ciclista                  | Pos         |
| 131         | Jelle Wallays (BEL)       | 21.         |
| 132         | Tom Bohli (SUI)           | DNF         |
| 133         | Simone Consonni (ITA)     | 77.         |
| 134         | Jean-Pierre Drucker (LUX) | DNF         |
| 135         | Szymon Sajnok (POL)       | 96.         |
| 136         | André Carvalho (POR)      | 83.         |
| 137         | Piet Allegaert (BEL)      | 72.         |

| EF Education-Nippo EFN | EF Education-Nippo EFN    | EF Education-Nippo EFN |
| ---------------------- | ------------------------- | ---------------------- |
| Num                    | Ciclista                  | Pos                    |
| 141                    | Alberto Bettiol (ITA)     | 44.                    |
| 142                    | Jens Keukeleire (BEL)     | DNF                    |
| 143                    | Stefan Bissegger (SUI)    | DNF                    |
| 144                    | Fumiyuki Beppu (JPN)      | DNF                    |
| 145                    | Sebastian Langeveld (NED) | DNF                    |
| 146                    | Julius van den Berg (NED) | DNF                    |
| 147                    | Jonas Rutsch (GER)        | DNF                    |

| Groupama-FDJ GFC | Groupama-FDJ GFC              | Groupama-FDJ GFC |
| ---------------- | ----------------------------- | ---------------- |
| Num              | Ciclista                      | Pos              |
| 151              | Alexys Brunel (FRA)           | 95.              |
| 152              | Kevin Geniets (LUX) (estrada) | 61.              |
| 153              | Stefan Küng (SUI) (estrada)   | 20.              |
| 154              | Olivier Le Gac (FRA)          | 75.              |
| 155              | Fabian Lienhard (SUI)         | 69.              |
| 156              | Jacopo Guarnieri (ITA)        | DNF              |
| 157              | Jake Stewart (GBR)            | 38.              |

| Movistar Team MOV | Movistar Team MOV               | Movistar Team MOV |
| ----------------- | ------------------------------- | ----------------- |
| Num               | Ciclista                        | Pos               |
| 161               | Gabriel Cullaigh (GBR)          | DNF               |
| 162               | Imanol Erviti (ESP)             | 92.               |
| 163               | Iván García Cortina (ESP)       | 27.               |
| 164               | Juri Hollmann (GER)             | 53.               |
| 165               | Johan Jacobs (SUI)              | 23.               |
| 166               | Lluís Mas (ESP)                 | 54.               |
| 167               | Gonzalo Serrano Rodríguez (ESP) | DNF               |

| BikeExchange BEX | BikeExchange BEX          | BikeExchange BEX |
| ---------------- | ------------------------- | ---------------- |
| Num              | Ciclista                  | Pos              |
| 171              | Michael Matthews (AUS)    | DNF              |
| 172              | Luke Durbridge (AUS)      | DNF              |
| 173              | Alexander Edmondson (AUS) | 63.              |
| 174              | Barnabás Peák (HUN)       | DNF              |
| 175              | Alexander Konychev (ITA)  | DNF              |
| 176              | Jack Bauer (NZL)          | 90.              |
| 177              | Robert Stannard (AUS)     | 56.              |

| UAE Team Emirates UAD | UAE Team Emirates UAD    | UAE Team Emirates UAD |
| --------------------- | ------------------------ | --------------------- |
| Num                   | Ciclista                 | Pos                   |
| 181                   | Matteo Trentin (ITA)     | 18.                   |
| 182                   | Fernando Gaviria (COL)   | DNF                   |
| 183                   | Alexander Kristoff (NOR) | 66.                   |
| 184                   | Ryan Gibbons (RSA)       | 71.                   |
| 185                   | Ivo Oliveira (POR)       | DNF                   |
| 186                   | Rui Oliveira (POR)       | 34.                   |
| 187                   | Mikkel Bjerg (DEN)       | 33.                   |

| Alpecin-Fenix AFC | Alpecin-Fenix AFC                    | Alpecin-Fenix AFC |
| ----------------- | ------------------------------------ | ----------------- |
| Num               | Ciclista                             | Pos               |
| 191               | Mathieu van der Poel (NED) (estrada) | 3.                |
| 192               | Dries De Bondt (BEL) (estrada)       | 52.               |
| 193               | Xandro Meurisse (BEL)                | 99.               |
| 194               | Floris De Tier (BEL)                 | DNF               |
| 195               | Otto Vergaerde (BEL)                 | 100.              |
| 196               | Petr Vakoč (CZE)                     | DNF               |
| 197               | Gianni Vermeersch (BEL)              | 9.                |

| Bingoal Pauwels Sauces WB BWB | Bingoal Pauwels Sauces WB BWB | Bingoal Pauwels Sauces WB BWB |
| ----------------------------- | ----------------------------- | ----------------------------- |
| Num                           | Ciclista                      | Pos                           |
| 201                           | Rémy Mertz (BEL)              | 101.                          |
| 202                           | Milan Menten (BEL)            | 74.                           |
| 203                           | Arjen Livyns (BEL)            | 36.                           |
| 204                           | Tom Paquot (BEL)              | DNF                           |
| 205                           | Jelle Vanendert (BEL)         | 88.                           |
| 206                           | Joel Suter (SUI)              | DNF                           |
| 207                           | Tom Wirtgen (LUX)             | DNF                           |

| Sport Vlaanderen-Baloise SVB | Sport Vlaanderen-Baloise SVB | Sport Vlaanderen-Baloise SVB |
| ---------------------------- | ---------------------------- | ---------------------------- |
| Num                          | Ciclista                     | Pos                          |
| 211                          | Cedric Beullens (BEL)        | DNF                          |
| 212                          | Alex Colman (BEL)            | 82.                          |
| 213                          | Lindsay De Vylder (BEL)      | 40.                          |
| 214                          | Gilles De Wilde (BEL)        | DNF                          |
| 215                          | Thomas Sprengers (BEL)       | DNF                          |
| 216                          | Aaron Van Poucke (BEL)       | DNF                          |
| 217                          | Ward Vanhoof (BEL)           | 80.                          |

| Total Direct Énergie TDE | Total Direct Énergie TDE   | Total Direct Énergie TDE |
| ------------------------ | -------------------------- | ------------------------ |
| Num                      | Ciclista                   | Pos                      |
| 221                      | Niki Terpstra (NED)        | 46.                      |
| 222                      | Edvald Boasson Hagen (NOR) | 73.                      |
| 223                      | Florian Maitre (FRA)       | DNF                      |
| 224                      | Geoffrey Soupe (FRA)       | DNF                      |
| 225                      | Damien Gaudin (FRA)        | DNF                      |
| 226                      | Anthony Turgis (FRA)       | 12.                      |
| 227                      | Dries Van Gestel (BEL)     | 41.                      |

| Uno-X Pro Cycling Team UXT | Uno-X Pro Cycling Team UXT    | Uno-X Pro Cycling Team UXT |
| -------------------------- | ----------------------------- | -------------------------- |
| Num                        | Ciclista                      | Pos                        |
| 231                        | Markus Hoelgaard (NOR)        | 8.                         |
| 232                        | Jonas Iversby Hvideberg (NOR) | 59.                        |
| 233                        | Kristoffer Halvorsen (NOR)    | 67.                        |
| 234                        | Erik Nordsæter Resell (NOR)   | 79.                        |
| 235                        | Anders Skaarseth (NOR)        | DNF                        |
| 236                        | Rasmus Tiller (NOR)           | 48.                        |
| 237                        | Syver Wærsted (NOR)           | DNF                        |

| Vini Zabù THR | Vini Zabù THR            | Vini Zabù THR |
| ------------- | ------------------------ | ------------- |
| Num           | Ciclista                 | Pos           |
| 241           | Andrea Di Renzo (ITA)    | DNF           |
| 242           | Roberto González (PAN)   | DNF           |
| 243           | Leonardo Tortomasi (ITA) | DNF           |
| 244           | Jan Petelin (LUX)        | DNF           |
| 245           | Joab Schneiter (SUI)     | DNF           |
| 246           | Wout van Elzakker (NED)  | DNF           |
| 247           | Etienne van Empel (NED)  | DNF           |

Convenções:
- AB: Abandono
- FLT: Retiro por chegada fora do limite de tempo
- NTS: Não tomou a saída
- DES: Desclassificado ou expulsado

## UCI World Ranking
A E3 Saxo Bank Classic outorgou pontos para o UCI World Ranking para corredores das equipas nas categorias UCI WorldTeam, UCI ProTeam e Continental. As seguintes tabelas mostram o barómetro de pontuação e os 10 corredores que obtiveram mais pontos:
| Posição   | 1.º | 2.º | 3.º | 4.º | 5.º | 6.º | 7.º | 8.º | 9.º | 10.º | 11.º | 12.º | 13.º | 14.º | 15.º | 16.º-20.º | 21.º-30.º | 31.º-50.º | 51.º-55.º | 56.º-60.º |
| Pontuação | 400 | 320 | 260 | 220 | 180 | 140 | 120 | 100 | 80  | 68   | 56   | 48   | 40   | 32   | 28   | 24        | 16        | 8         | 4         | 2         |

| Classificação |                      |                       |        |
| Posição       | Ciclista             | Equipa                | Pontos |
| ------------- | -------------------- | --------------------- | ------ |
| 1.º           | Kasper Asgreen       | Deceuninck-Quick Step | 400    |
| 2.º           | Florian Sénéchal     | Deceuninck-Quick Step | 320    |
| 3.º           | Mathieu van der Poel | Alpecin-Fenix         | 260    |
| 4.º           | Oliver Naesen        | AG2R Citroën          | 220    |
| 5.º           | Zdeněk Štybar        | Deceuninck-Quick Step | 180    |
| 6.º           | Greg Van Avermaet    | AG2R Citroën          | 140    |
| 7.º           | Dylan van Baarle     | Ineos Grenadiers      | 120    |
| 8.º           | Markus Hoelgaard     | Um-X                  | 100    |
| 9.º           | Gianni Vermeersch    | Alpecin-Fenix         | 80     |
| 10.º          | Marco Haller         | Bahrain Victorious    | 68     |